# Germ
Germ – miejscowość i gmina we Francji, w regionie Oksytania, w departamencie Pireneje Wysokie.
Według danych na rok 1990 gminę zamieszkiwało 31 osób, a gęstość zaludnienia wynosiła 2 osoby/km² (wśród 3020 gmin regionu Midi-Pyrénées Germ plasuje się na 1032. miejscu pod względem liczby ludności, natomiast pod względem powierzchni na miejscu 744.).